# Natálie Schejbalová
Natálie Schejbalová (také známá jako Tali nebo Tady Tali, * 27. července 1999), je česká influencerka, komička, scenáristka, zpěvačka, slamerka, básnířka, a herečka.

## Život a kariéra
Narodila se v roce 1999. V letech 2014 až 2018 studovala na Střední odborné škole pro administrativu Evropské unie. Poté začala studovat na Konzervatoři Jaroslava Ježka, přestože se ucházela o studium na DAMU. Na škole získala titul DiS. v oboru Tvorba textu a scénáře.
Je veganka.

### Kariéra
Kariéru začala jako redaktorka a copywriterka pro různé webové portály. Od srpna 2020 působila jako tvůrkyně na volné noze, přičemž se specializovala na ideamaking, psaní newsletterů, blogů a obsah na firemní sociální sítě. Od ledna 2021 do září 2023 zároveň působila ve spolku Wikimedia Česká republika jako PR & Fundraising manažerka. Dnes se již živí převážně scenáristikou, koncertováním a influencerskou kariérou na Instagramu.
V únoru 2024 byla hostem pořadu 7 pádů Honzy Dědka.

### Slam poetry a poezie
Ve volném čase se věnuje žánru slam poetry (nyní již méně aktivně), přičemž v České republice patřila k předním představitelům tohoto žánru. V roce 2021 vyhrála soutěž Femislam. Dříve působila jako manažerka sociálních sítí pro server slampoetry.cz. V roce 2024 vyšla ve vydavatelství Bílý Vigvam její básnická prvotina Nepřeháním.

### Zpěvačka a písničkářka
Je rovněž zpěvačkou a písničkářkou. V roce 2021 vydala EP album s titulem Nelásky. Některé své písně zveřejnila na svém YouTube kanále s názvem Tady Tali. Například v prosinci 2022 zveřejnila píseň s titulem Na podpal. Na jaře 2024 vyšlo u vydavatelství Redhead Records její debutové multižánrové album Kvalitní umění produkované Dominikem Zezulou.

### Sociální sítě
Její účet na sociální síti Instagram měl začátkem roku 2025 téměř 110 tisíc sledujících. Zveřejňuje na něm převážně krátká vtipná videa, přičemž se v nich zaměřuje na tvorbu vtipných slovních hříček. V letech 2023 a 2024 představovala divákům na sociálních sítích zákulisí televizní soutěže Superlov. V roce 2024 na Instagramu spustila internetovou seznamku Rande Kdy?, kterou tvoří a moderuje spolu s kolegou stand-up komikem Martinem Jirmanem.

### Scenáristika
Od září 2023 je součástí tříčlenného scenáristického týmu vědomostní soutěže Na lovu. Jako scenáristka spolupracuje také s Mikýřem alias Martinem Mikyskou. Psala s ním například jeho Vědomostní soutěž.
Spolupodílela s kolektivem Maso Krůtí na vzniku společného autorského představení Recyclus Koitus, které bylo uvedeno v divadle NoD a ve kterém také hrála.

## Dílo
- 2021 – Nelásky (album)
- 2024 – Kvalitní umění (album)
- 2024 – Nepřeháním (sbírka básní)

## Galerie

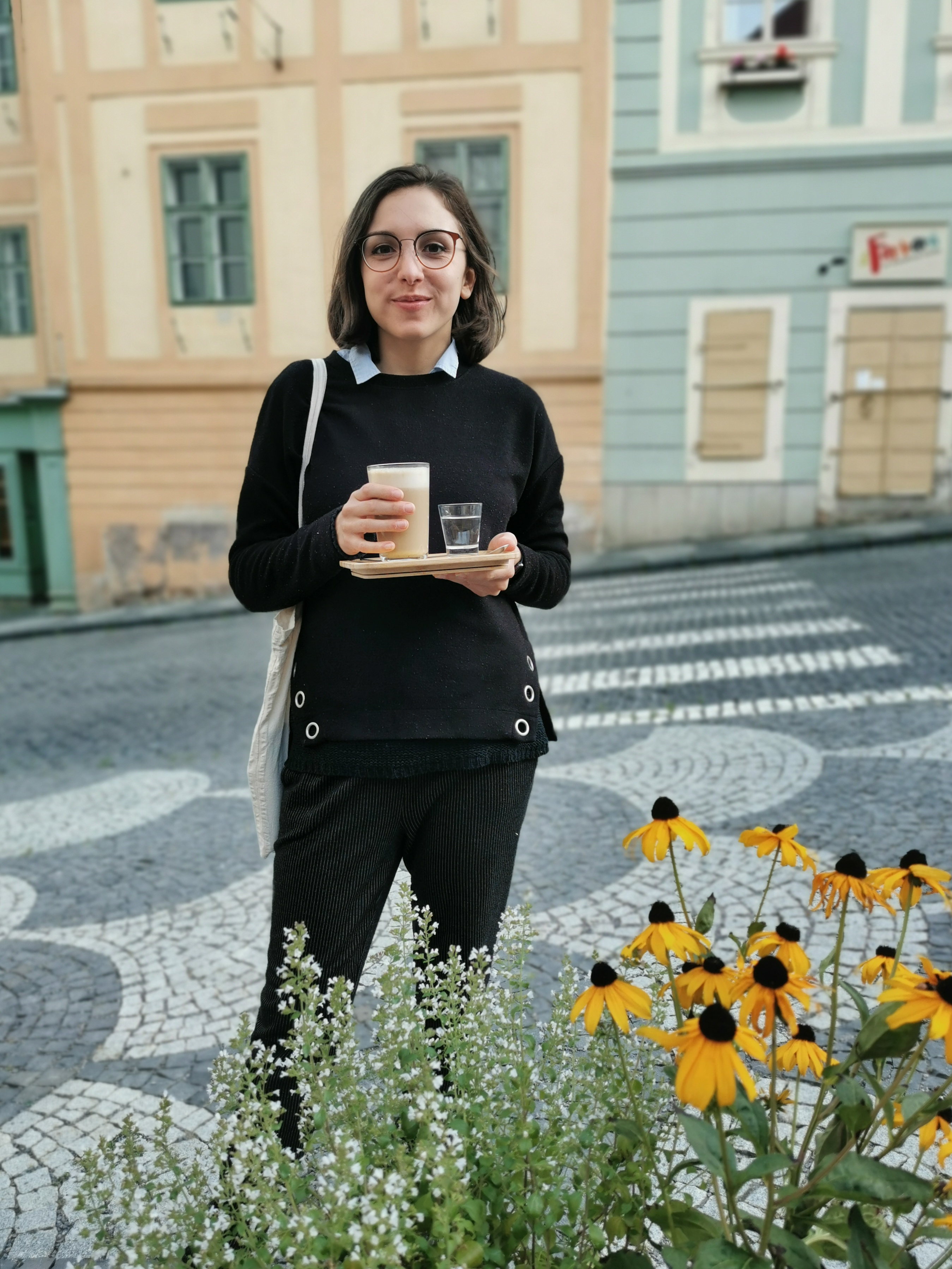
Září 2020
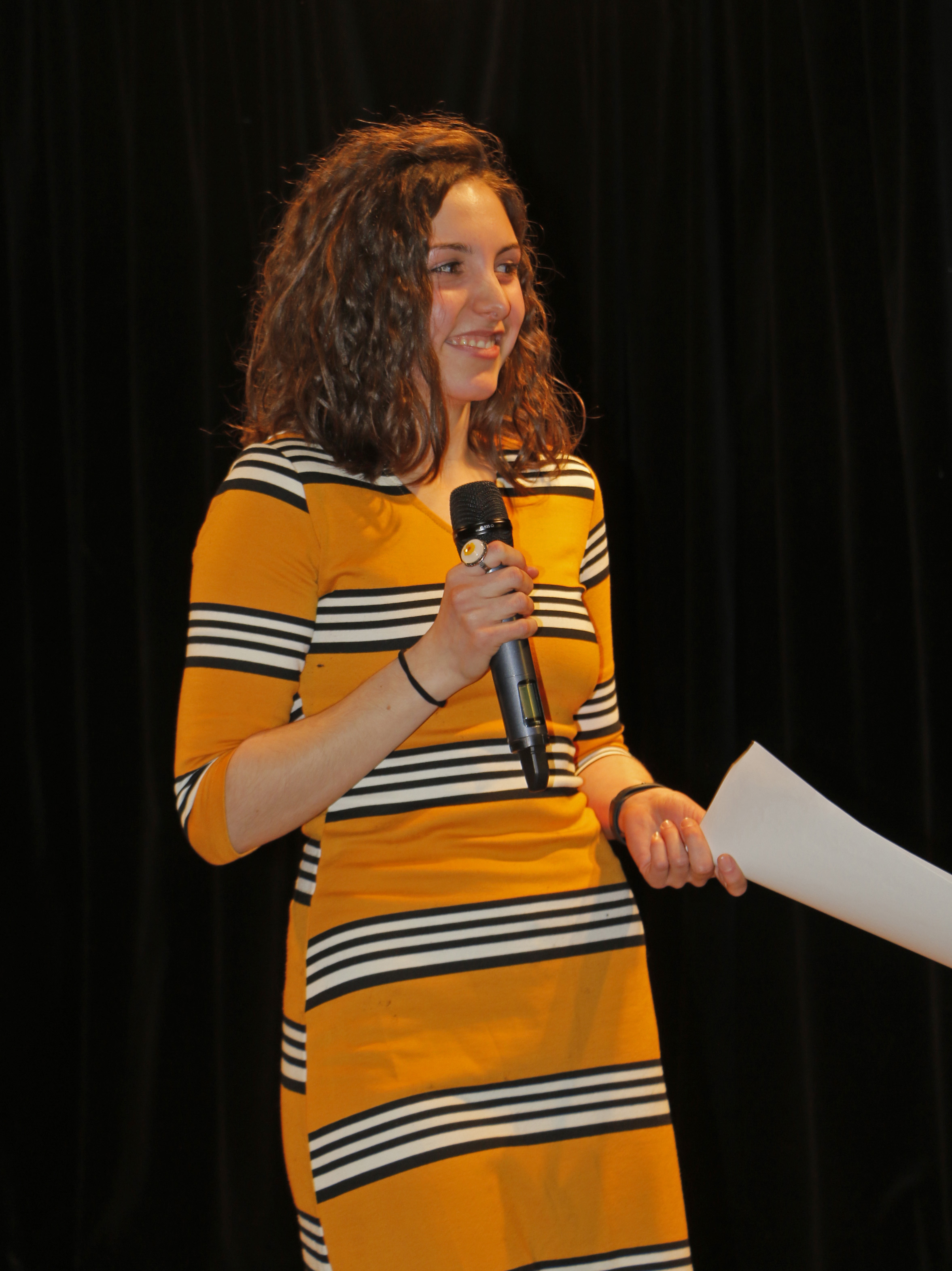
Czech Wiki Photo 2021
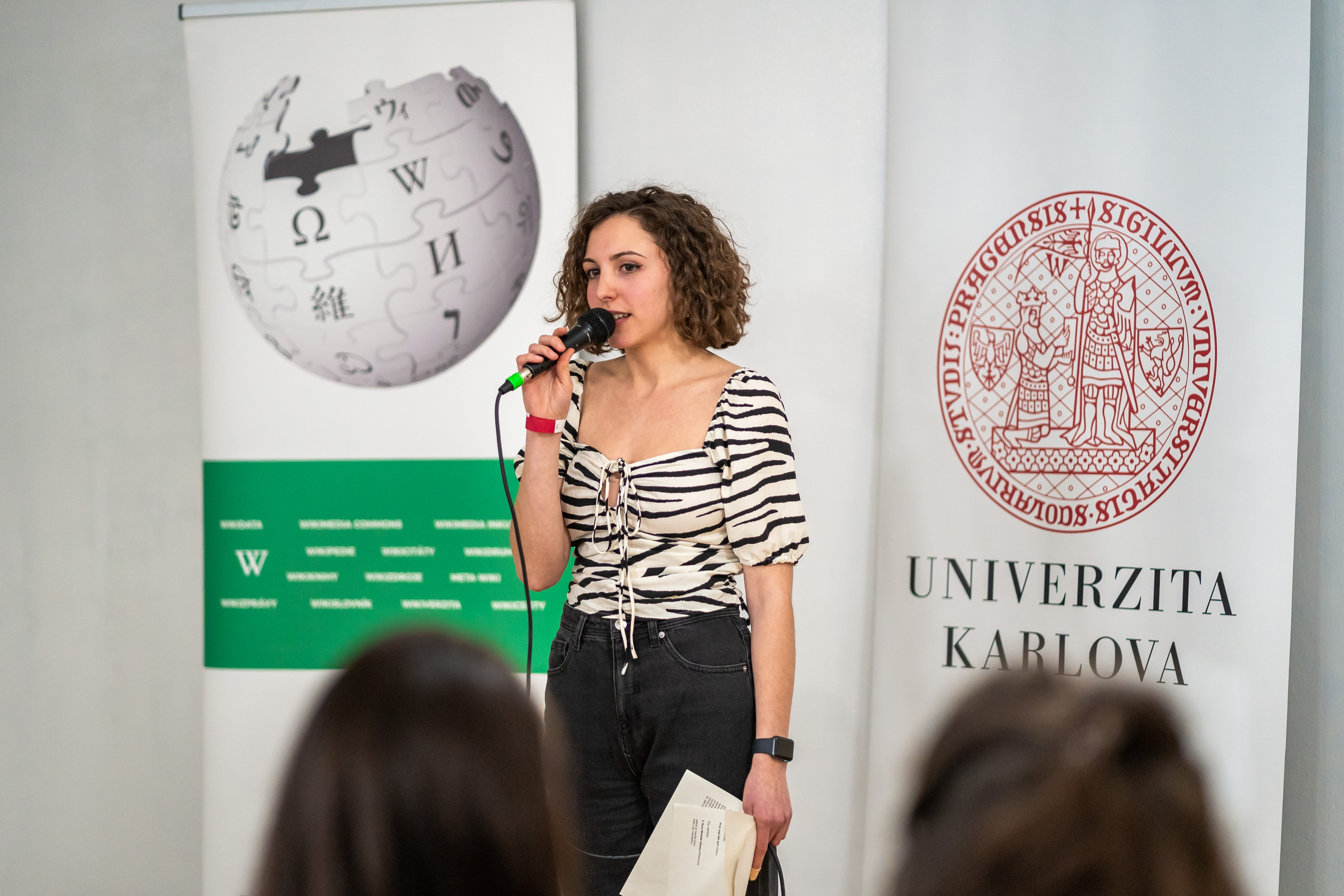
Vernisáž Czech Wiki Photo 2022
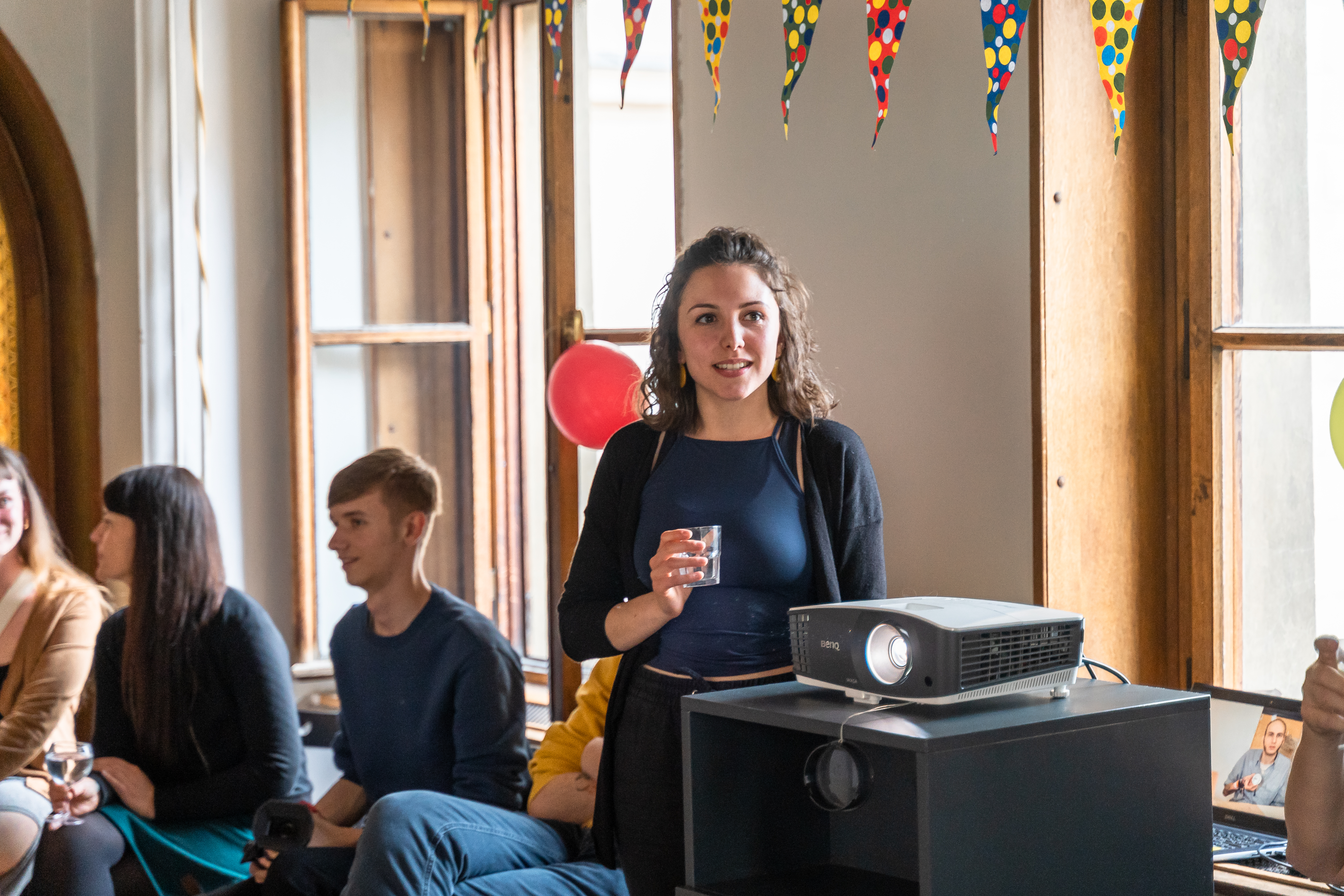
Oslava 20. narozenin České Wikipedie, květen 2022
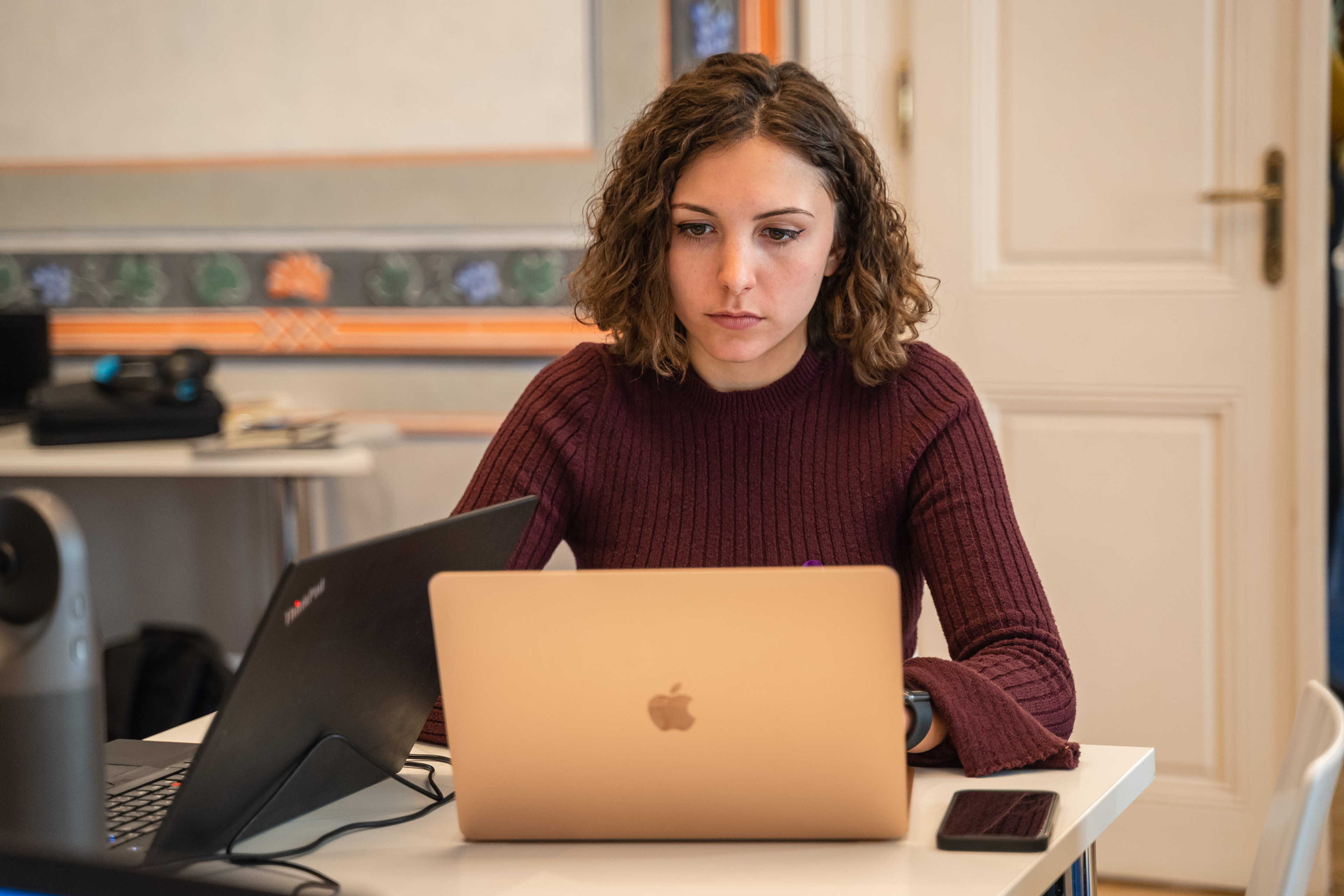
Editaton Ženy na Wikipedii, březen 2023